# Kostel svatého Petra a Pavla (Semily)
Děkanský kostel svatého Petra a Pavla v Semilech je novorománská stavba postavená v letech 1908- 1911. Od roku 1994 je kostel evidován pod č. 12947/6-5746 v seznamu kulturních památek České republiky.

## Historie

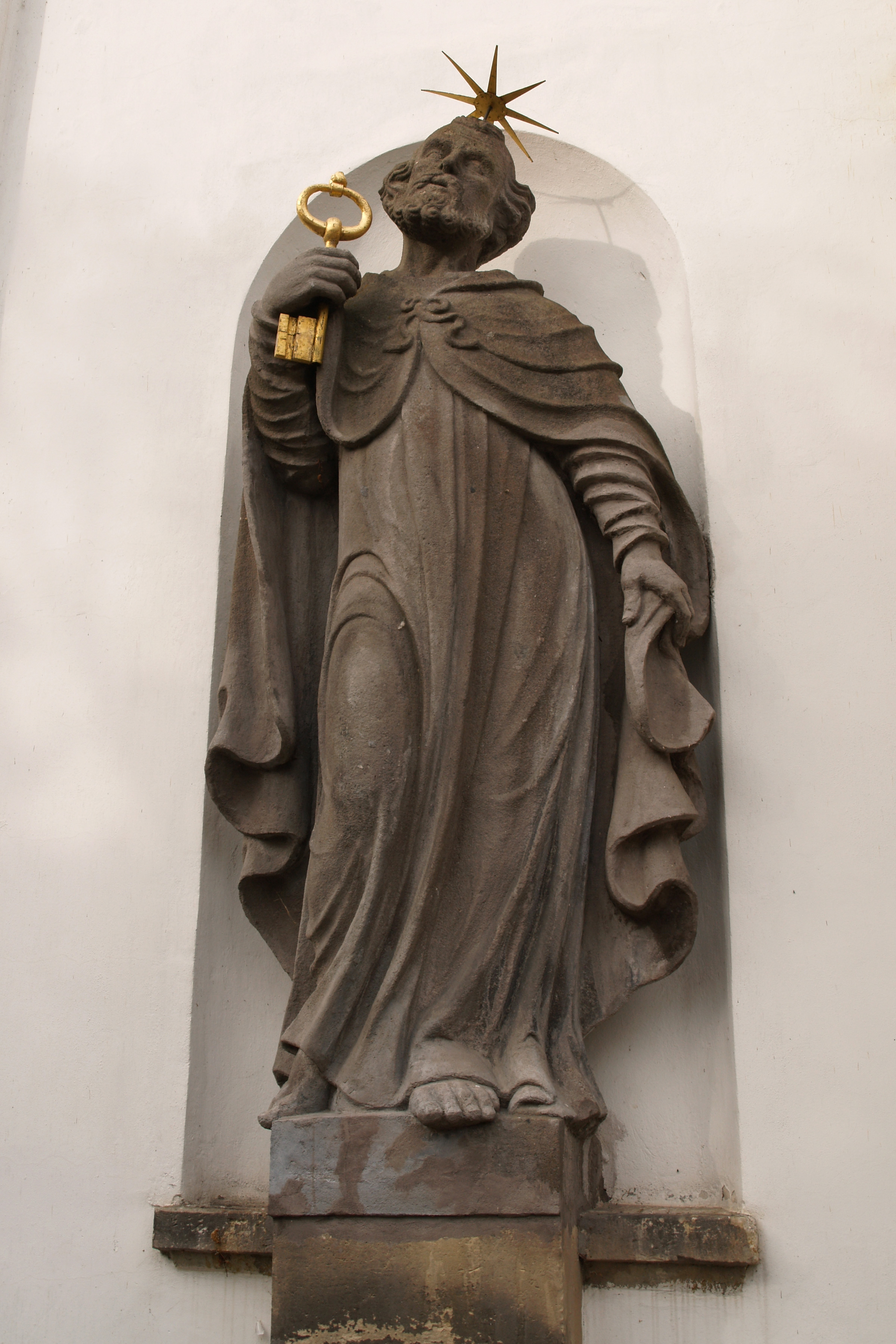
Nadživotní pískovcové sochy z původního barokního chrámu umístěné v nikách hlavního průčelí: sv. Petr

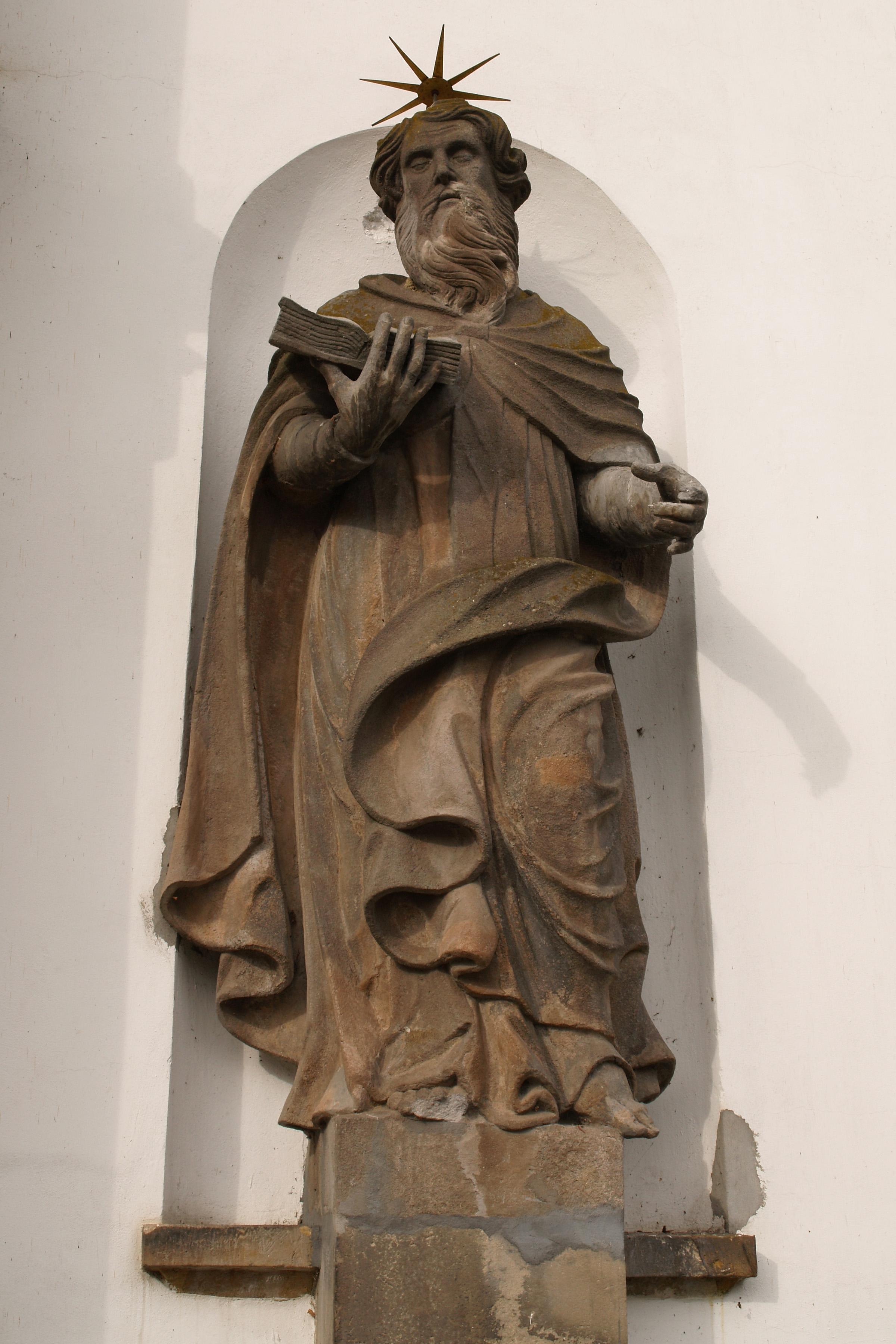
…a sv. Pavel

Původní dřevěný roubený kostel se zvonicí byl poprvé zmiňován roku 1352. V období reformace byl tento kostel zabaven utrakvisty a farní bohoslužby pro katolickou menšinu se konaly v kostele sv. Jana Křtitele. V období protireformace se opět stal římskokatolickým kostelem. V letech 1691-1702 byl dřevěný kostel nahrazen barokním kamenným kostelem. Tento kostel z roku 1702 přestavěl stavitel Karel Andrejsek podle návrhu architekta Bohumila Štěrby na trojlodní baziliku v novorománském stylu. Střední loď je zakryta plochým stropem, boční lodi jsou zaklenuty. Věž je vysoká 39,5 m. Stavba probíhala v letech 1908-1911 a kostel byl vysvěcen 25. června 1911. Z barokního chrámy byly zachovány nadživotní kamenné sochy obou patronů (sv. Petra a sv. Pavla) pocházející z období kolem roku 1700. Při bourání starého kostela byly v roce 1907 sochy z podnětu hlavního konzervátora Ústřední komise pro historické a umělecké památky Emanuela Pippicha uloženy do bednění a v červnu 1911 znovu osazeny do nik při hlavním vstupu do nového kostela. Při technologickém rozboru vzorků kamene z těchto soch bylo v laboratoři Státního ústavu památkové péče v Praze v roce 2002 zjištěno, že některé části těchto soch byly odlity z umělého kamene, k čemuž došlo zřejmě v poslední třetině 19. století. Na počátku 21. století kostel prošel důkladnou rekonstrukcí.

## Vybavení kostela

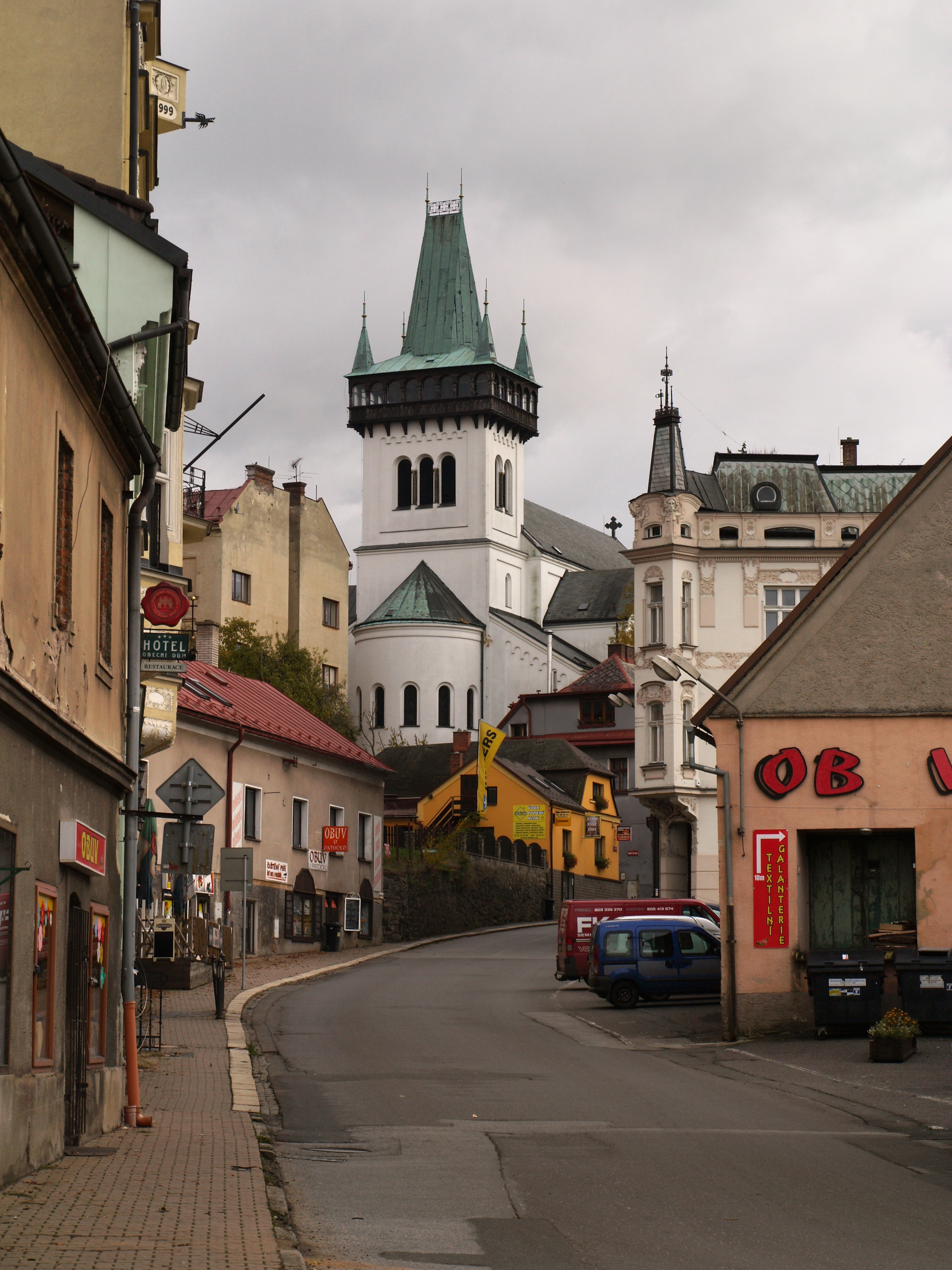
Pohled ulicí na kostel ze strany s apsidou

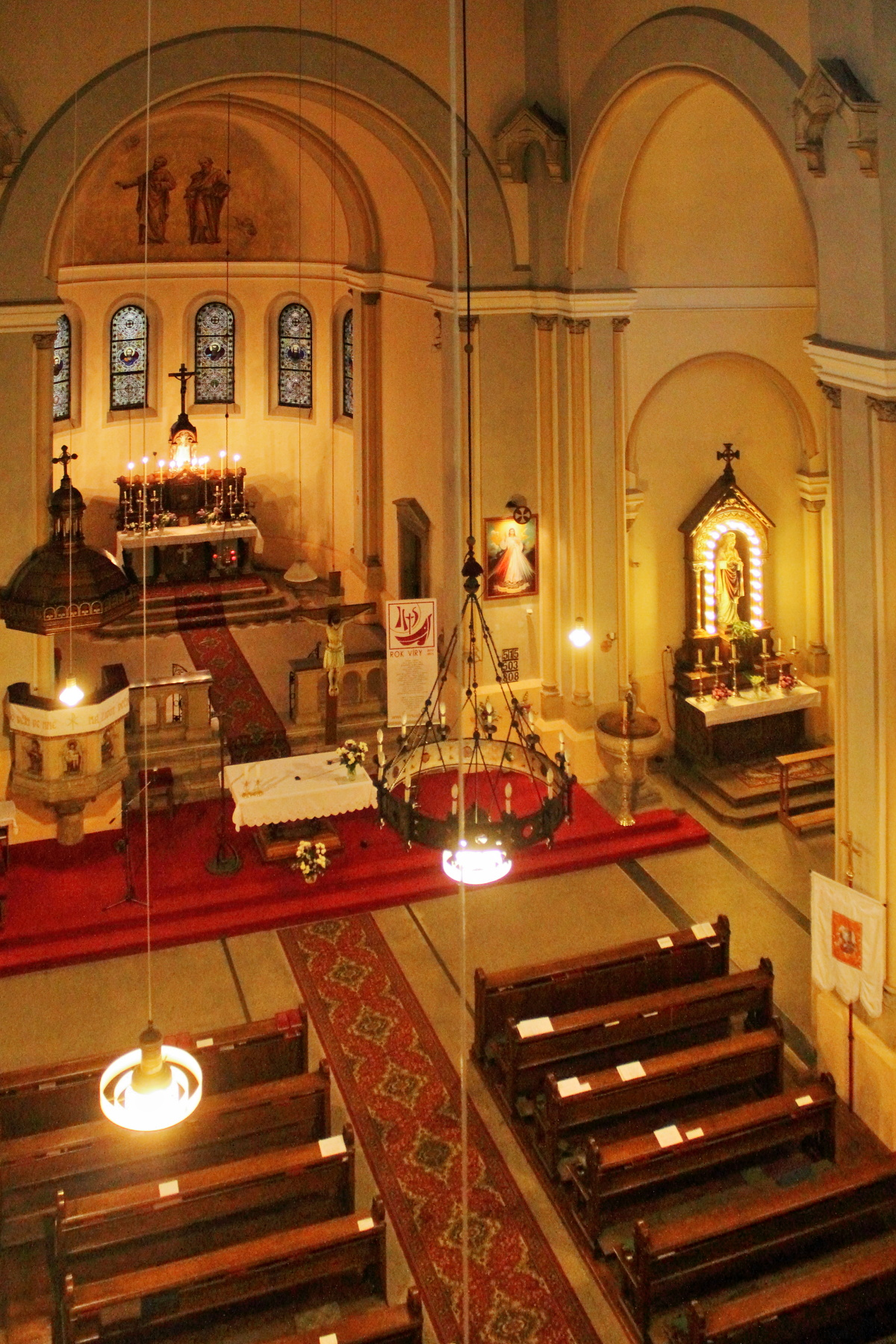
Interiér

Zařízení pochází z období výstavby kostela a je pseudoslohové. Pět dubových oltářů, kazatelnu, křížovou cestu, Boží hrob a betlém vytvořila řezbářská firma Petr Bušek a synové v Sychrově. Další práce pak podle Buškových návrhů provedli místní řemeslníci. Hodnotné vitráže s obrazy svatých a jmény jejich dárců vytvořila brněnská dílna Benedikta Škardy, pískovcovou křtitelnici věnovala hořická odborná škola. Nad všemi třemi vchody stojí jemně pracované tympanony od sochaře Jindřicha Čapka. Varhany jsou s dvěma manuály, pedály a 18 rejstříky, a jsou dílem lomnické varhanářské firmy Josefa Kobrle.

## Zvony
Na věži, odkud je z ochozu kruhový výhled na celém město, jsou zvony z let 1537, 1590 a 1990. Na počátku 21. století se v poledne rozeznívají dva zvony: zvon z roku 1537 a nejnovější z roku 1990 ze zvonařské dílny Petra Rudolfa Manouška, který věnoval tehdejší děkan Kostka. Třetí zvon z roku 1590, přenesený z kostela na Koštofrnku, se rozezvučuje jen o význačných slavnostech.

## Okolí kostela
Poblíž kostela stojí jednopatrová fara z konce 18. století. Průčelí fary je členěno dekorativními rámy v omítce.